# Árboles singulares de la Comunidad Autónoma del País Vasco
Los Árboles singulares de la Comunidad Autónoma del País Vasco, situados en distintas localidades de los tres territorios históricos que la forman,  son árboles que destacan entre los demás por su belleza, tamaño, forma, edad, ubicación o por haber sido testigos de tradiciones o hechos históricos relevantes. Por una o varias de estas razones se encuentran protegidos por la ley.

## Antroponimia y toponimia
Los nombres relacionados con lo vegetal y en concreto con los árboles, tienen gran importancia en la toponimia y en la antroponimia vasca. Íñigo Íñiguez Arista, considerado el fundador del Reino de Pamplona (que incluía el actual territorio del País Vasco), llevaba este nombre por alusión al roble (haritz o aritz en euskera).Encontramos los nombres en euskera de los árboles en muchos apellidos vascos: Arteaga (encinal), Arizaga (robledal), Gorostiza (acebal), Madariaga (peral), Zumarraga (olmeda), etc.
También aparecen numerosos topónimos relacionados con el nombre de los árboles. Por ejemplo, con el del haya (pago en euskera): Faguaga, Paguaga, Fagodi, Pagogaña, Pagadi, Pagoeta, Pagamendi. También con el del roble (aritz en euskera): Aritzelatz, Aritzmendi, Arizbakotx, Arizdigorri, Arizgain, Ariztia, etc.
Dice José Miguel de Barandiarán que en el monte Pagolamendi (monte del haya) de Vergara había, a principios del siglo XX, un árbol llamado Pagobedeinkatu (haya bendita). En Placencia existía un término llamado Pagobedeinkatu en el que se localiza un túmulo funerario prehistórico.La coincidencia de un dolmen y un topónimo compuesto de pago (haya), se repite asimismo en Pagobakoitza (haya solitaria) en Urbía, Aizcorri) y en Bagazabalaga (lugar de haya frondosa) en Larrain. También en Larrain, en el término llamado Bagargi (haya luminosa), existe otro dolmen.

## Los árboles en la cultura vasca
En el País Vasco, como en otras zonas boscosas de Europa, el culto y veneración a los árboles ha sido muy habitual a lo largo de los siglos y persisten todavía prácticas rituales relacionadas con su existencia. Hay una extensa mitología tradicional sobre árboles y bosques, y sobre los espíritus y divinidades relacionados con ellos, recogida por quienes han estudiado de la etnografía vasca como José Miguel de Barandiarán, Resurrección María de Azcue y Julio Caro Baroja.

Los vascos, además de a los dioses antropomorfos, adoraban también a las montañas, las fuentes, los árboles, el fuego, las piedras, los vientos, etc.
José Miguel de Barandiaran. 
La religion des anciens Basques. (1972)

A los bosques y árboles se les atribuía pensamiento racional e incluso capacidad para caminar.Según Caro Baroja, en algunas zonas de Vizcaya se creía que los árboles iban a los caseríos por su propia voluntad para que los quemaran. Según la tradición, aquello se acabó el día en que una mujer se enredó con las ramas de uno de ellos en el portal de su casa y dijo en euskera: Etorriko ez bali obea leiko (sería mejor que no viniesen). Desde entonces hay que ir al monte a por leña.

También Caro Baroja señaló la posible relación que, en época romana, pudo existir entre el dios Marte (Marti Arixoni) o el dios Arixo (deus Arixon) y el roble (aritza). Son relevantes asimismo las huellas de otros cultos relacionados con divinidades arbóreas como es el caso del árbol esquemático pintado en rojo en el interior de la iglesia rupestre de Nuestra Señora de la Peña en la localidad alavesa de Faido.

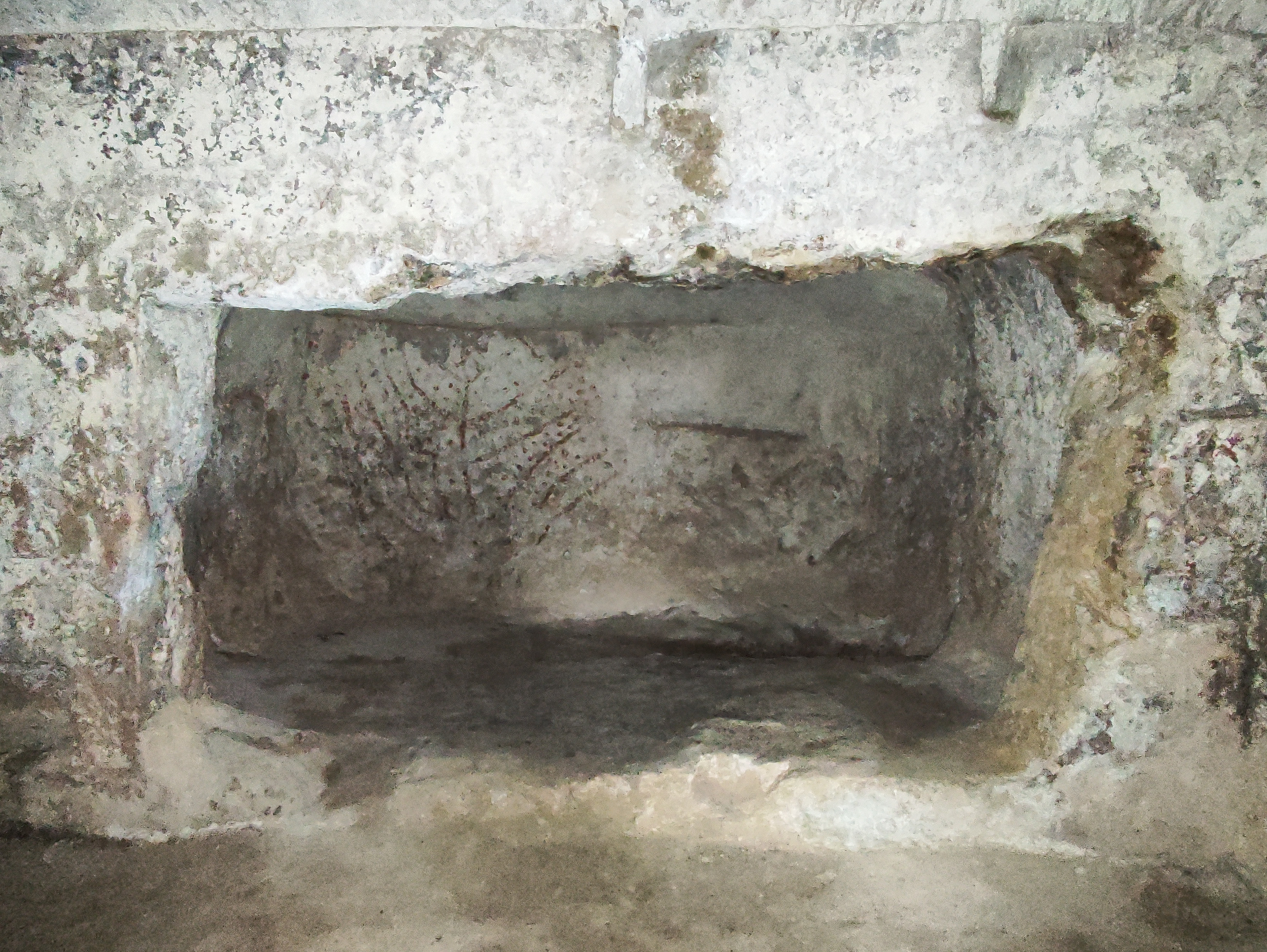
Cavidad con árbol pintado en la Ermita de la Peña en Faido (Álava)

Encontramos trazas de antiguas creencias en otras acciones que perviven en el presente, como la rama del árbol que aún se coloca en muchos sitios del País Vasco en el gallur (cima del tejado) de una casa recién terminada para celebrar la culminación de la obra y desear su protección.
Existen otras creencias muy arraigadas hasta tiempos muy cercanos que hablan de las propiedades de los árboles para curar males físicos y mentales.

Para curar un niño herniado, la víspera de San Juan a media noche suelen levantarle hasta la copa de un roble dos Juanes en algunos lugares; en otros, tres Juanes; en alguna parte, Juan y Pedro. Y mientras suenan las doce campanadas del reloj, suelen mover al niño de mano en mano entre exclamaciones de tori (toma) y har ezak (recíbelo).
Resurrección Mª de Azkue

Es también muy relevante el caso del Árbol de Guernica, considerado como un símbolo casi sagrado con connotaciones jurídicas, políticas y religiosas.Además del de Guernica, existen en el País Vasco gran número de árboles que han sido tradicionales lugares de encuentro de las vecindades y el sitio en el que se discutían las leyes.

El bosque sagrado ha sido escenario de las reuniones de carácter político y social, ya fueran asambleas vecinales o parlamentos de una tribu, un pueblo, una comarca o un país. La imagen del consejo o asamblea del bosque continúa presente en nuestro imaginario colectivo de muchos modos distintos.
Ignacio Abella

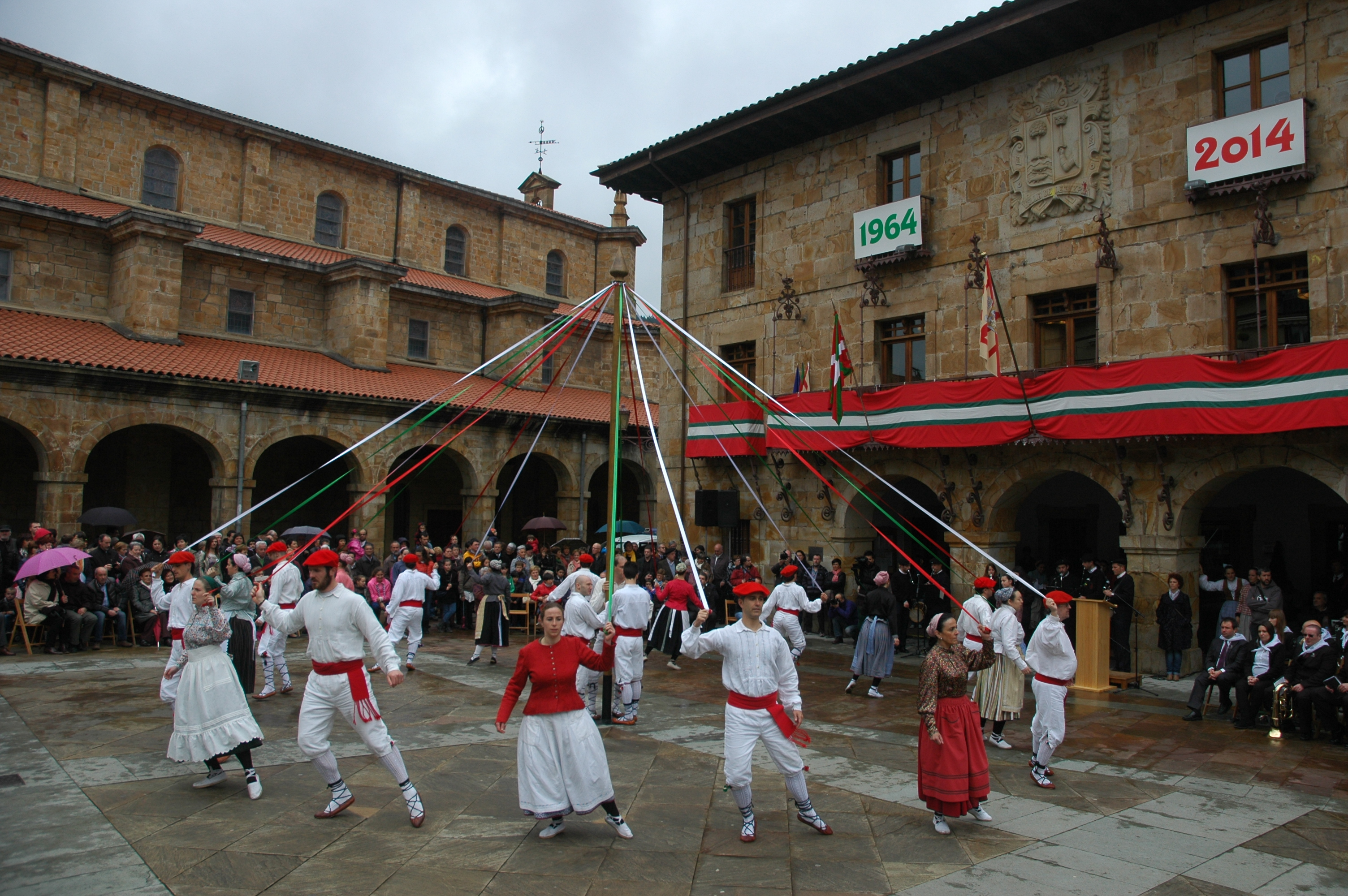
Zinta-dantza en Legazpia

Como en tantas otras mitologías, en la vasca el cielo es considerado mágico y todo lo que se acerca a él, como las montañas, los árboles y otros elementos de la naturaleza, es sagrado. Los Mayos es una fiesta popular primaveral de orígenes ancestrales que se celebra con variantes en toda Europa y que está muy relacionada con los árboles y como se alzan al cielo. En la cultura vasca existe una danza conocida como zinta-dantza con diferentes modalidades y coreografías dependiendo del área geográfica. En el pueblo alavés de Elciego, el sentido arbóreo del Mayo está implícito en el nombre del baile conocido como Danza del árbol: A medida que las cintas se entrelazan y enroscan a un tronco de árbol talado e hincado en el terreno, quienes bailan se arrodillan y abrazan al árbol para honrarlo.

Era costumbre, y todavía lo sigue siendo en muchas partes de Europa, salir a los bosques, cortar un árbol y traerlo a la aldea e hincarlo erguido en el suelo entre la alegría y el bullicio de las gentes, o bien cortar ramas en el bosque y ponerlas atadas en las casas. La intención de estas costumbres es atraer a la aldea y a cada casa en particular las bendiciones que el espíritu del árbol puede otorgar. “La rama dorada".
James Frazer

También era frecuente antaño la utilización del árbol como hito o límite. Es el caso de los llamados árboles terminales que, a falta de cruceros u otro tipo de señalización, marcaban tradicionalmente el fin o el comienzo de un territorio o de un casco urbano.

## Protección legal
La primera idea de crear una protección específica para los árboles singulares del territorio de la Comunidad autónoma del País Vasco surgió en 1987, en el Año Europeo del Medio Ambiente, cuando el Gobierno Vasco convocó el Primer Concurso de Árboles Singulares de Euskadi. Este concurso se centró en la participación de los centros escolares, las asociaciones ecologistas y culturales, e incluso organismos ofíciales como las diputaciones vascas y las entidades locales (municipios, concejos, etc.). Se buscaba fomentar la colaboración de la ciudadanía en la protección del medio ambiente y la realización de un catálogo encaminado a facilitar la futura salvaguarda legal de los ejemplares arbóreos que destacaran por una u otra razón.

Roble en el escudo del municipio de Urcabustaiz (Álava)

La Ley 16/1994 de 30 de junio de Conservación de la Naturaleza del País Vasco,establece la figura del árbol singular para proteger a aquellos ejemplares de características extraordinarias. Posteriormente, con el Decreto 265/1995 de 16 de mayo, determinados árboles de los tres territorios vascos fueron objeto de su declaración como singulares. El Gobierno Vasco estableció además su estricto régimen de protección.Dos años después, se publicó una ampliación del listado de árboles protegidos, a través del Decreto 23/1997, de 11 de febrero.En sucesivas variaciones de la Ley de Conservación de la Naturaleza del País Vasco, en concreto en la Ley 2/2013 de 10 de octubre, no se modifica la protección a estos árboles singulares ni se añaden nuevos ejemplares.
El régimen de protección de estos árboles singulares incluye:
- Prohibición del aprovechamiento de sus productos y/o de sus partes, salvo en el caso de colecta con fines científicos de semillas o propágulos, siempre con la debida autorización.
- Prohibición de dañarlos, marcarlos o utilizarlos de apoyo o soporte físico de objetos de cualquier naturaleza.
- Los tratamientos necesarios para su mantenimiento deben ser realizados por la Diputación Foral correspondiente.

## Especies
Aunque gran parte de las especies de árboles singulares protegidos en el País Vasco son autóctonas, indicadoras de la vegetación potencial de las distintas comarcas y representativas de la cultura y tradición vasca, también se encuentra alguna introducida en el territorio pero asentada, en algunos casos desde hace siglos.
La vegetación potencial de la Comunidad Autónoma del País Vasco está dividida fundamentalmente en tres franjas geográficas:
- Zona Cantábrica (entre el litoral y la divisoria de aguas): bosque mixto de robledal-fresneda, encinar cantábrico, robledal acidófilo de roble pedunculado en zonas más bajas y hayedo en las altas.
- Zona subcantábrica (entre la divisoria de aguas al norte y la Sierra de Cantabria al sur): árboles de hoja marcescente (como los marojos y quejigos) y carrascales.
- Zona mediterránea (al sur de la Sierra de Cantabria, en las zonas más meridionales de Álava): encina carrasca, quejigo y olmedas junto a los ríos.

Las especies representadas en el inventario de los veinticinco árboles considerados singulares por el Gobierno Vasco son: Encina, roble, tejo, tilo, abeto de Douglas, sequoia, ginkgo, fresno, alcornoque y pino piñonero.

## Listado
Los árboles declarados singulares en el inventario del Gobierno Vasco son los siguientes:

### Álava

#### Encina de Arceniega
- Especie: Quercus ilex.
- Edad: 500 años.
- Altura: 25 m.
- Situación: Jardines del Santuario de Nuestra Señora de la Encina. Arceniega.
- Singularidad: Tamaño e historia. En su entorno, se reunía la Junta de Ordunte, compuesta por los pueblos de Sojoguti, Retes de Tudela, Mendieta y Santa Coloma, para tratar asuntos comunales. Tradicionalmente se ha dicho que en ella fue encontrada la imagen que da nombre al Santuario junto al que se encuentra.[28][29][30][31]

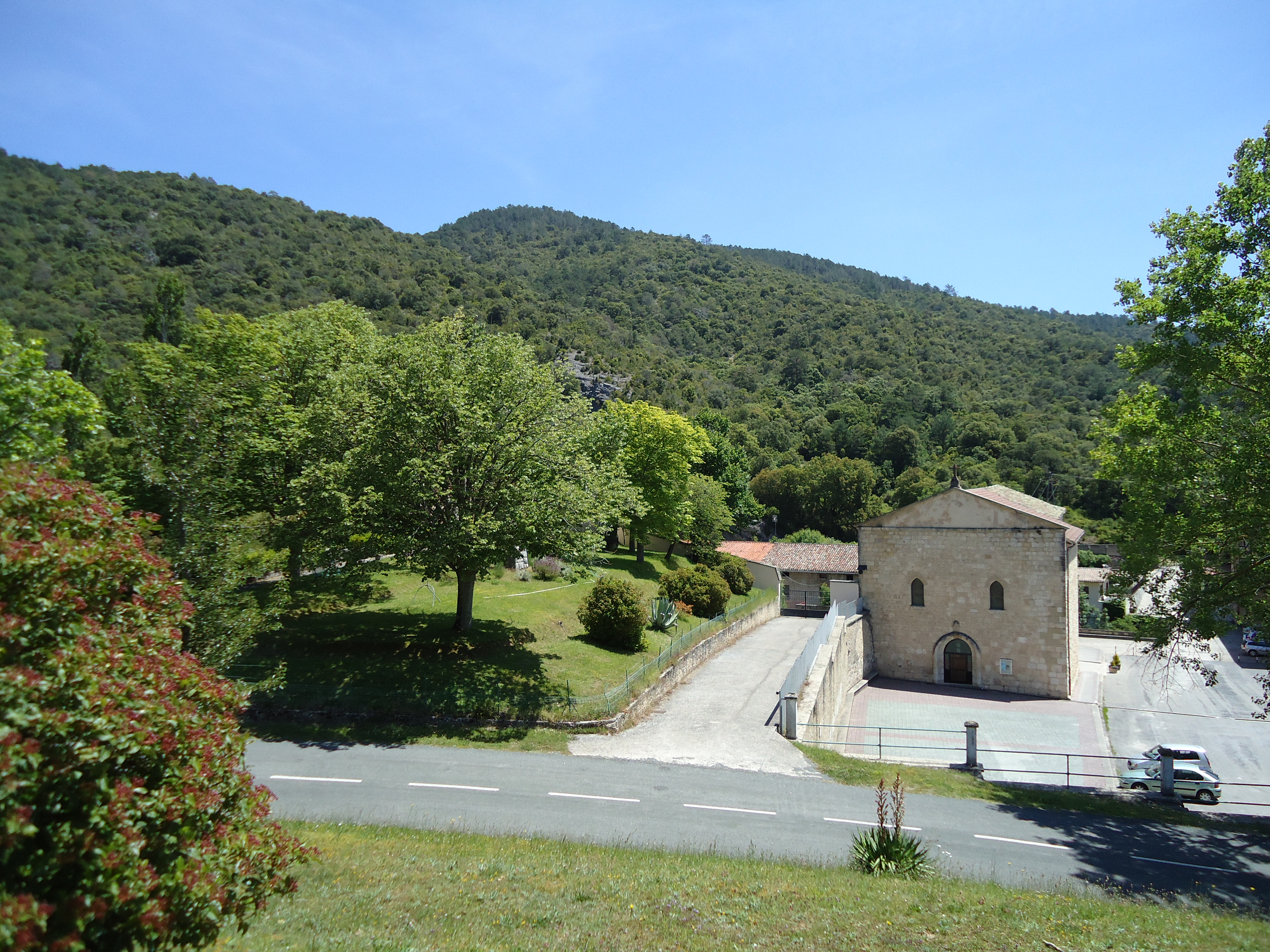
Santuario de Angosto.

#### Encina juradera de Angosto
- Especie: Quercus ilex.
- Edad: centenaria
- Altura: 11 m.
- Situación: Muy cerca del Monasterio de Nuestra Señora de Angosto. Villanañe.
- Singularidad: Bajo el árbol se celebraban antiguamente las juntas de los Caballeros Hijosdalgo del Valle de Valdegovía.[32][33][34]

#### Roble de Altube
- Especie: Quercus robur.
- Altura: 34 m.
- Edad: Desconocida.
- Ubicación: Cerca del Puerto de Altube, Zuya. En el monte de utilidad pública n.º 734, en el término conocido como El Fresnal. Fresno de Santa Teodosia

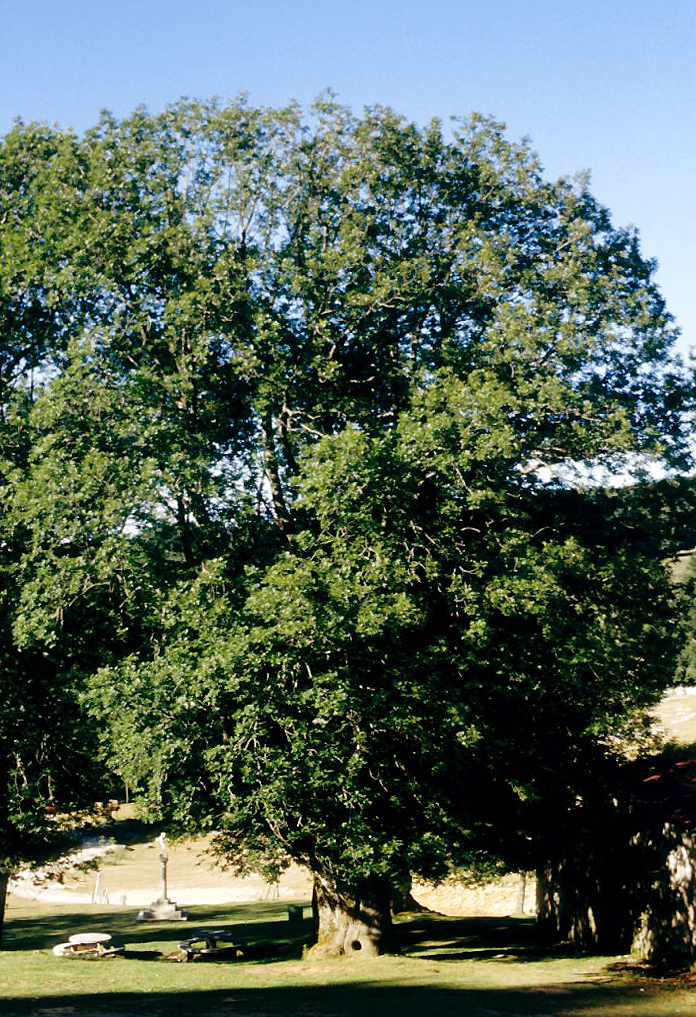
Fresno de Santa Teodosia

- Singularidad: Tamaño y belleza.[35][36][37]

#### Fresno de Santa Teodosia
- Especie: Fraxinus excelsior.
- Altura: 23 m.
- Edad: Desconocida
- Ubicación: Junto a la Ermita de Santa Teodosia, en San Vicente de Arana, el mayor de un bosquecillo de trece árboles de distintas edades y tamaños, en el extremo noroeste de la ermita.
- Singularidad: Sus dimensiones. La de Santa Teodosia es una las pocas fresnedas que quedan en el País Vasco, sucumbidas ante la presión de los asentamientos humanos y de la actividad agrícola y ganadera.[38][39]

#### Pino piñonero de Lantarón
- Especie: Pinus pinea.
- Altura: 14,25 m.
- Edad: Desconocida.

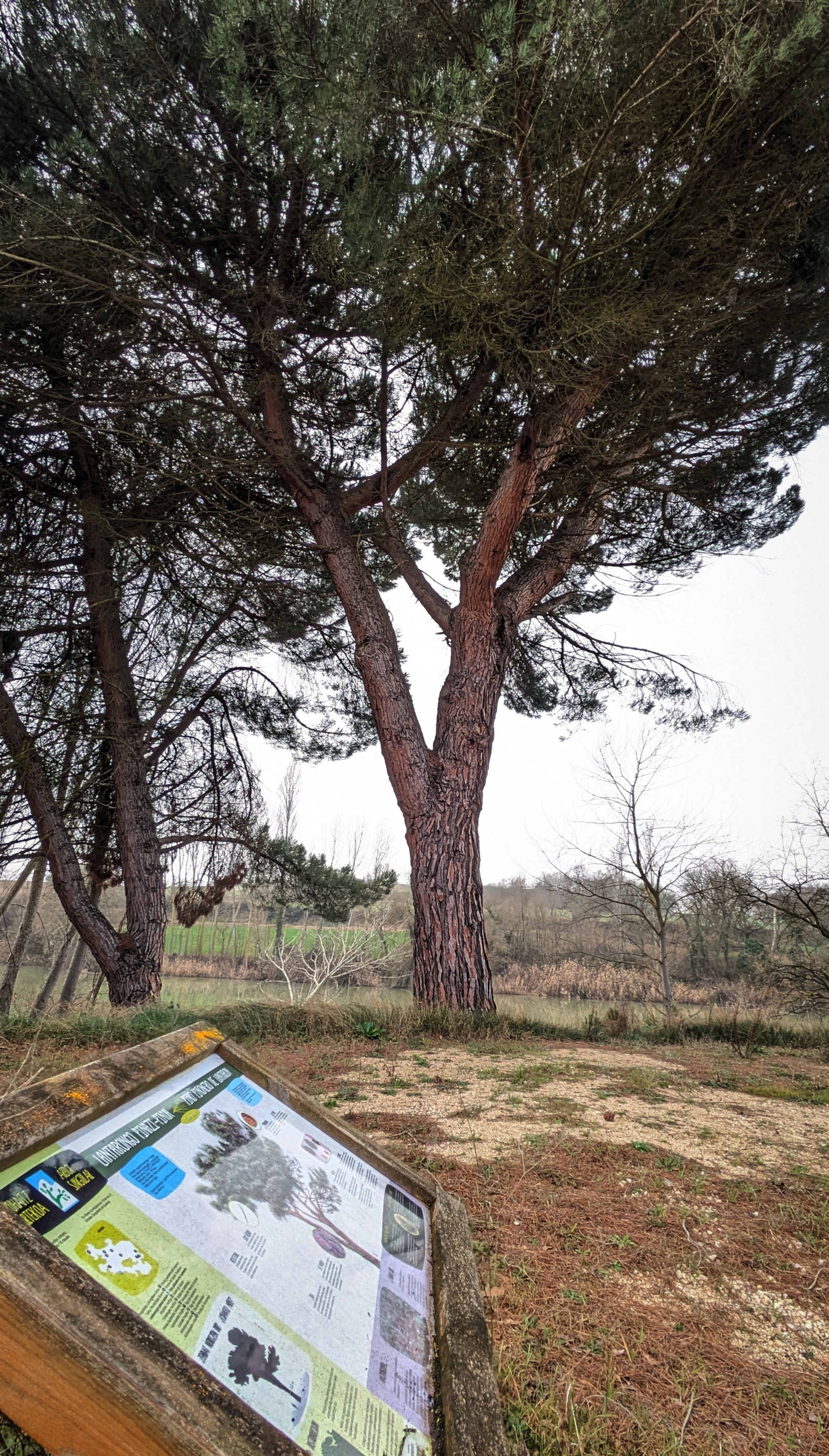
Pino piñonero de Lantarón.

- Ubicación: En la ribera izquierda del río Ebro, a la altura del km. 38 de la carretera 122 entre Fontecha y Lantarón, en un entorno caracterizado por pabellones industriales y cultivos en un lado y soto fluvial en el otro.
- Singularidad: Forma parte de una hilera que es la única población natural (no plantada) de esta especie en el País Vasco. El protegido es el de mayor tamaño del conjunto y está señalizado. Bella corteza de teselas rojizas.[40][41]

#### Secuoya de Vitoria

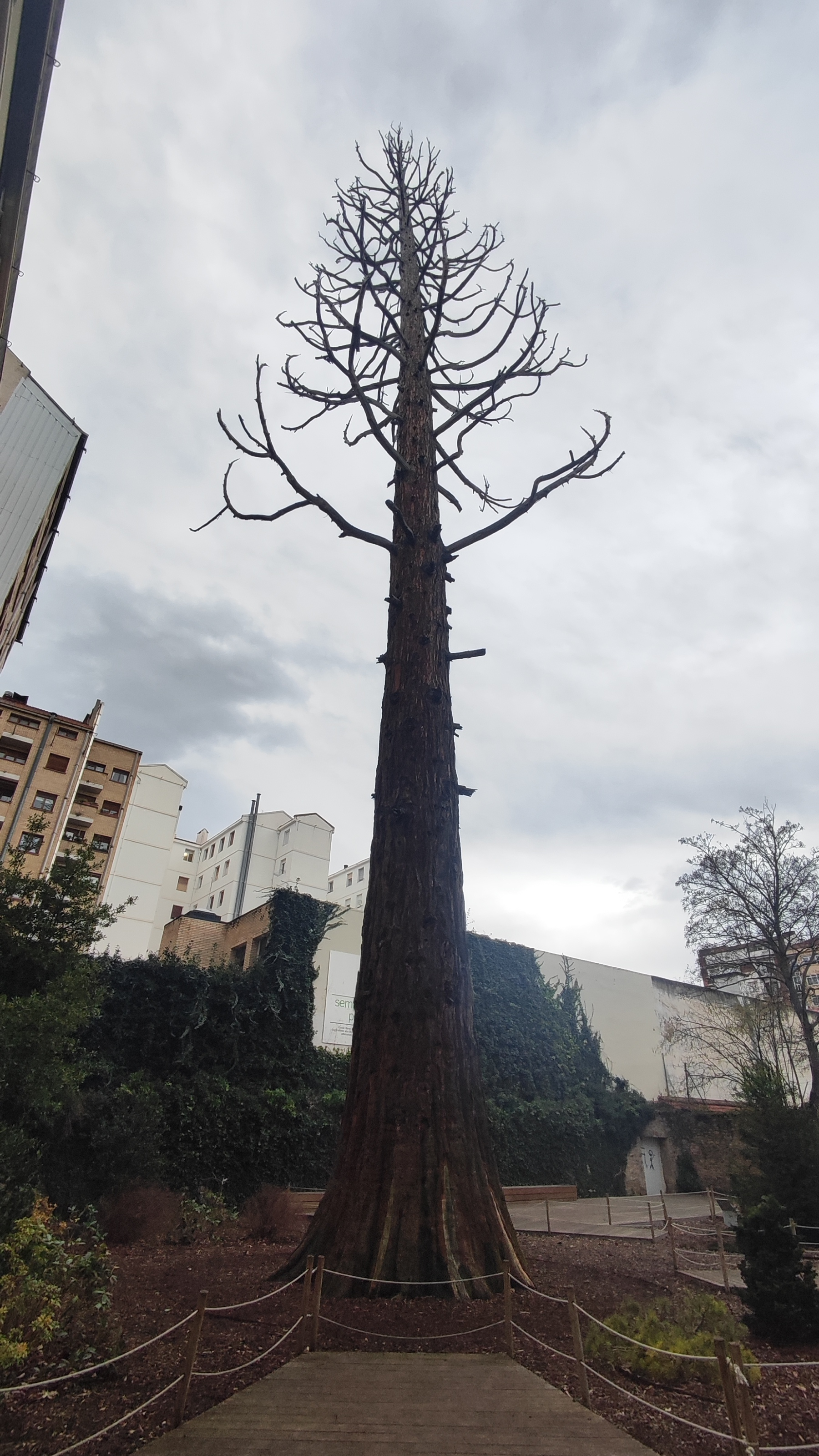
Secuoya de Vitoria ya seca, en 2025.

- Especie: Sequoiadendrom giganteum.
- Altura: 40 m.
- Edad: Más de 150 años. El plantón original fue comprado en Bruselas en 1858 y trasplantado a su actual ubicación en 1860.
- Ubicación: En entorno urbano, en el jardín particular de la casa n.º 12 de la calle Magdalena, junto al colegio de las Ursulinas en Vitoria.[42][43]
- Singularidad: Sus dimensiones, especialmente el perímetro de su tronco (8,05 m) y, cuando fue declarado árbol singular, su belleza.

El árbol murió en 2014 a consecuencia del ataque de un hongo (Armillaria mellea) a sus raíces. En 2025, aunque ya seco, se conserva en pie en el lugar.

#### Tejo de Izarra o Tejo de Doña Lola
- Especie: Taxus baccata.
- Altura: 12 m.
- Edad: Desconocida.
- Ubicación: En la  zona de recreo conocida como Parque de Ostuño, en el núcleo urbano de Izarra, Urcabustaiz.
- Singularidad: Dimensiones y belleza.[46]

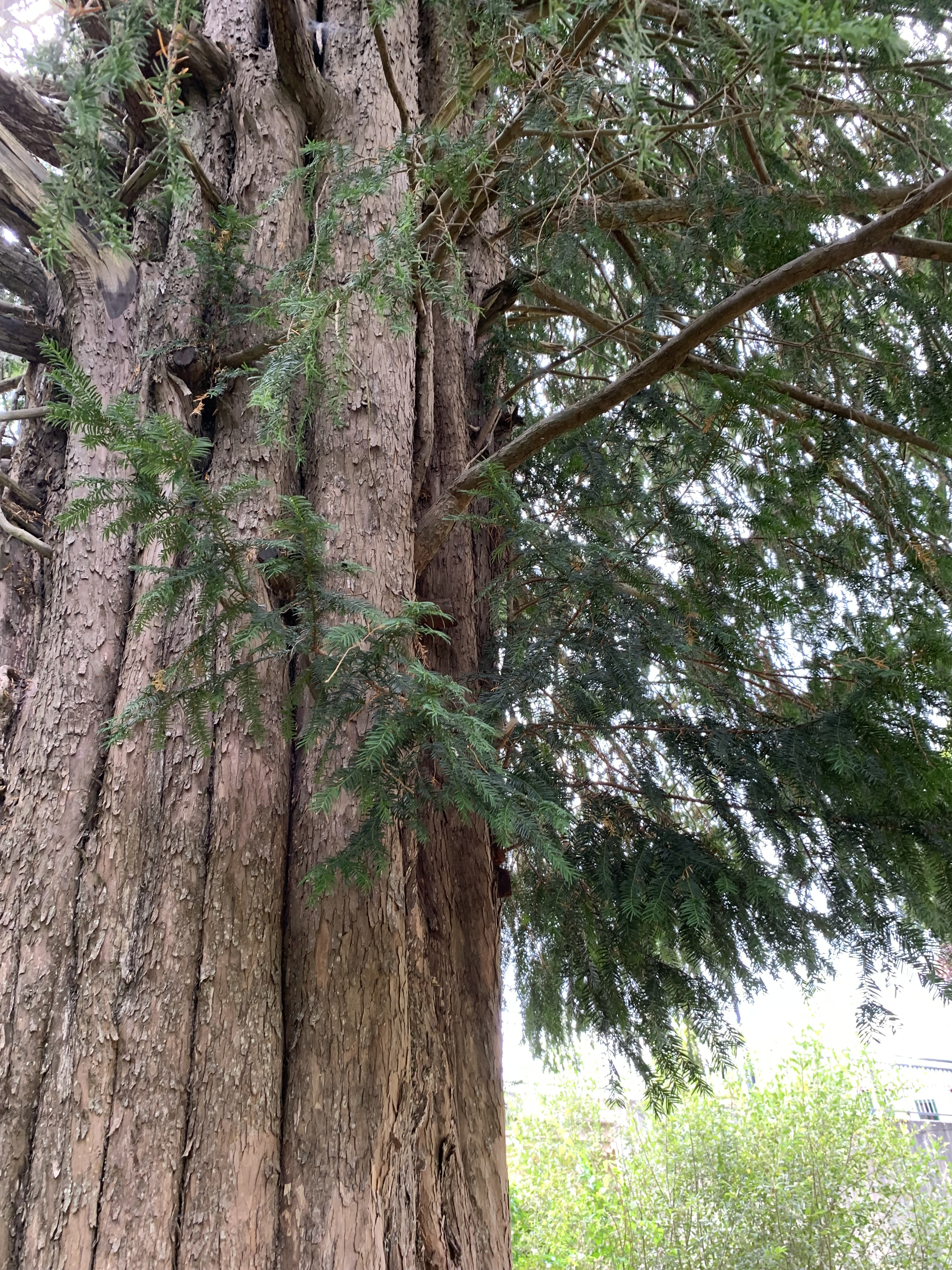
Tejo de Izarra

#### Tejo de Antoñana
- Especie: Taxus baccata.
- Altura: 13,5 m.
- Edad: podría superar los 500 años.
- Ubicación: En el Parque Natural de Izki, en el paraje denominado Los Aguines (Agin es tejo en euskera)
- Singularidad: Dimensiones extraordinarias y forma.[17][47]

#### Tilo de Antoñana
- Especie: Tilia cordata.
- Altura: 23,8 m.
- Edad: Desconocida
- Ubicación: En el cantil rocoso de la ladera oriental del monte Soila, en Antoñana.
- Singularidad: Dimensiones y forma extraordinaria como consecuencia de los desgarros producidos por el peso de la nieve y de las podas para aprovechar sus flores para producir la tila.[48][17][49]

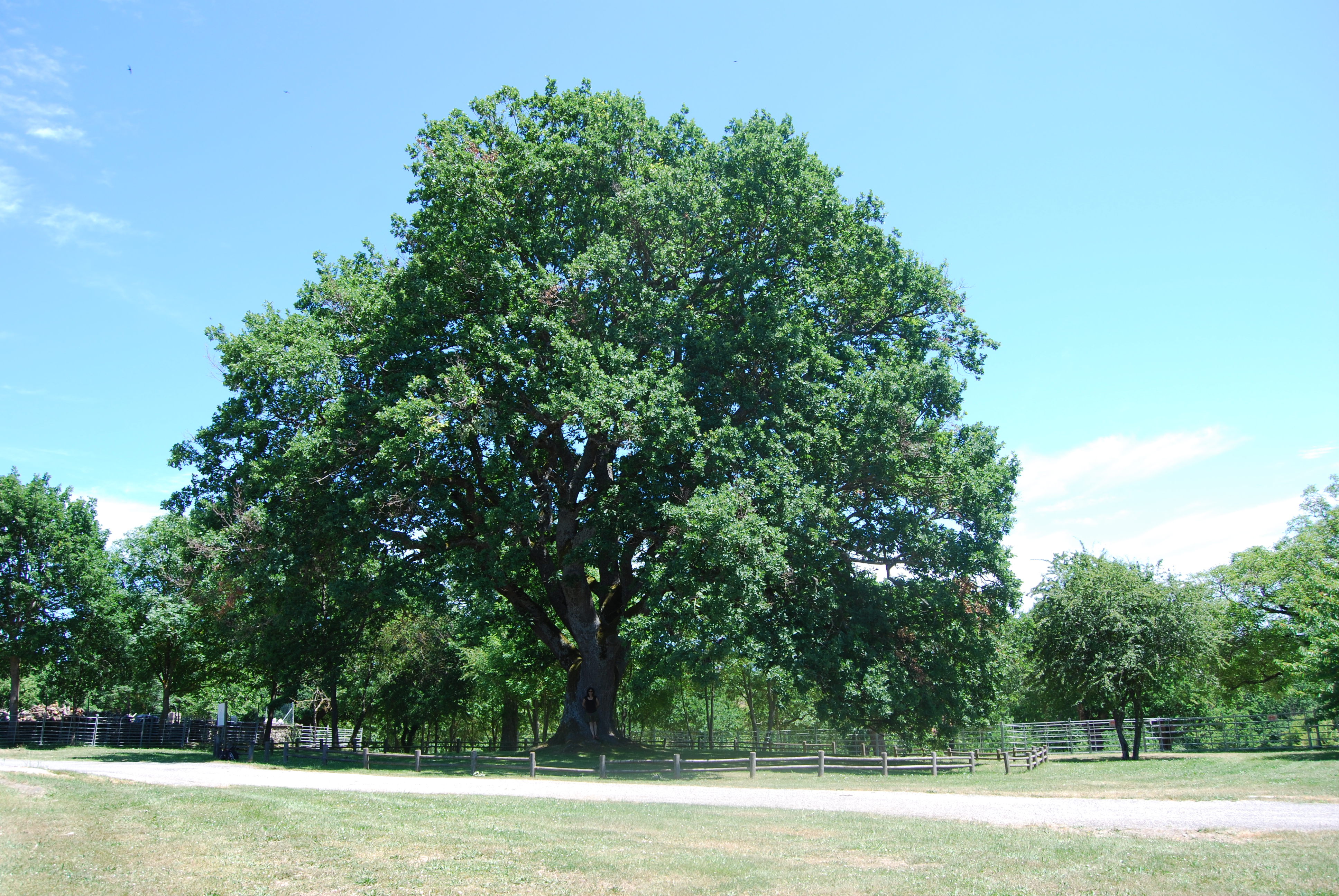
Roble de Ondategi

#### Roble de Ondátegi
- Especie: Quercus robur.
- Altura: 20 m.
- Edad: Centenario.
- Ubicación: En una campa en el límite suroeste del pueblo de Ondátegui, en la zona conocida como campa de Sarragoa. Es conocido también como el Árbol gordo de Zanagua nombre que le viene de un lugar próximo a donde está ubicado.
- Singularidad: Dimensiones y belleza. Durante generaciones su follaje ha dado sombra a gran número de fiestas populares y ferias y cobijo al ganado y sus bellotas han servido como alimento. Al parecer, las gentes del Valle de Cigoitia se congregaban en su entorno para celebrar las fiestas dedicadas a San Lorenzo, encaramándose los músicos a sus ramas para tocar.[50][51][52][17]

### Vizcaya

#### Tejo de Aginalde
- Especie: Taxus baccata.
- Altura: 11 m.
- Edad: Centenario (unos 600 años).
- Ubicación: Pastizales de Arimekorta en Ceánuri.
- Singularidad: Tamaño y belleza.[53][54][55]

#### Encina de Garay
- Especie: Quercus ilex.
- Altura: 8,5 metros de altura.
- Edad: Desconocida
- Ubicación: En terrenos del caserío Etxeita, frente a la Ermita de Santa Katalina[56]en Garay.
- Singularidad: Simetría, belleza, densidad de follaje y morfología característica. Se dice que su tupida copa (60 m de circunferencia) ha llegado a proteger a 360 ovejas.[57][58]

#### Encina de Urkieta, Múgica
- Especie: Quercus ilex.
- Altura: 12 m.
- Edad: Desconocida.
- Ubicación: Barrio de San Román, Múgica.
- Singularidad: Tamaño, belleza, densidad de follaje y morfología característica por el crecimiento.[59] [60]

#### Roble de San Miguel
- Especie: Quercus robur x Quercus pyrenaica (híbrido).
- Altura: 36,5 m.
- Edad: Desconocida.
- Ubicación: En el municipio de Artzentales, en el barrio de San Miguel, finca La Zarzuela.
- Singularidad: Tamaño y porte.[61][62][63]

### Guipúzcoa

#### Abeto Douglas de Albíztur
- Especie: Pseudotsuga menziesii.
- Altura: 55 m.
- Edad: Más de 100 años.
- Ubicación: Ladera noreste del monte Bidausoro, en Albíztur.
- Singularidad: Altura y porte. Fue uno de los primeros veinte abetos de esta especie  plantados en 1920 en el oeste del País Vasco. Más tarde, en los años cuarenta del mismo siglo XX,  se plantaron más hasta llegar a formar una masa de 42.000 metros cuadrados.[64][65][66][67]

#### Alcornoque de Guetaria
- Especie: Quercus suber.
- Altura: 22 m.
- Edad: Desconocida.
- Ubicación: Alto de Gárate, en la ladera hacia el C.º Kajuategi, en Guetaria.
- Singularidad: Su diámetro de 1,5 m. le hace el mayor de Guipúzcoa. Forma parte del más importante bosquete de alcornoques del País Vasco, el de Meagas.[68][69]

#### Encina de Azpiazu o Aizarnazábal
- Especie: Quercus ilex.
- Altura: 16 m.
- Edad: Desconocida
- Ubicación: Cercana al caserío Aspiazu, al sur de Zumaya, en el sitio denominado Bego-sastia.
- Singularidad: Dimensiones extraordinarias y forma.[70][71][72][73]
- Coordenadas: 43.27205874, -2.23967328

#### Encina de Berio
- Encina de Berio - Berioko arteaEspecie: Quercus ilex.
- Altura: 23 m.
- Edad: Unos 250 años.

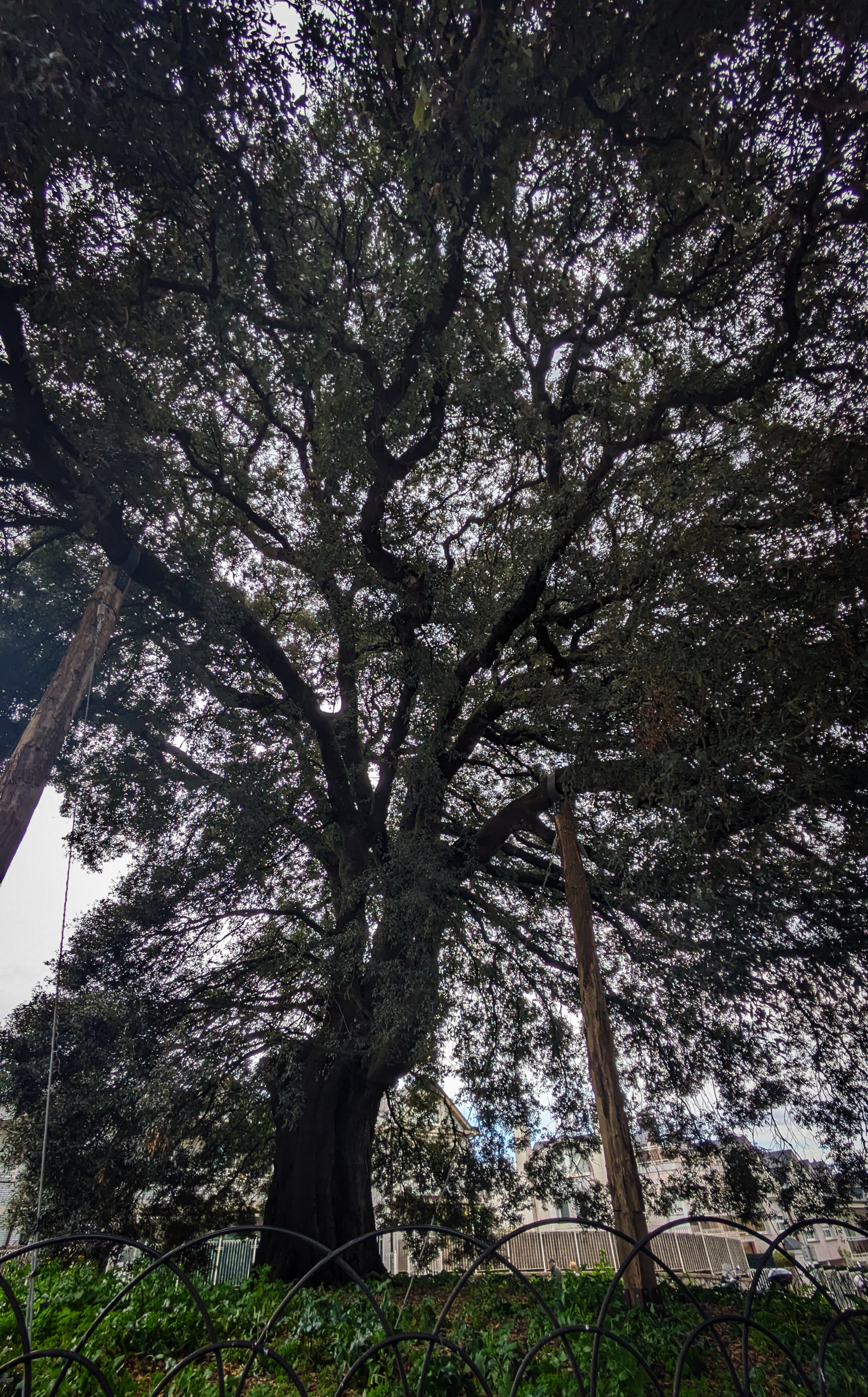
Encina de Berio - Berioko artea

- Ubicación: En el barrio de Ibaeta de San Sebastián, se debe tomar el acceso a las facultades universitarias desde la Avenida de Zarautz y subir por el Paseo de Berio. El árbol se encuentra en una rotonda de la calle Escritora Karmele Saint-Martin.
- Singularidad: Tiene un gran porte y está ubicada en un entorno totalmente urbanizado.[74][75]

#### Ginkgo de Hernani
- Especie: Ginkgo biloba.
- Altura: 21 m.
- Edad: Desconocida
- Ubicación: En el Parque Goiz-Eguzki, en los jardines del Centro Social Hogar del Jubilado en Hernani.
- Singularidad: Tamaño y belleza.[76][77][78][79]

#### Haya de Alzo
- Especie: Fagus sylvatica.
- Altura: 23 m.
- Edad: Unos 180 años. Plantada por el bertsolari Manuel Antonio Imaz,[80]el día de su boda con Paula Jauregi.
- Ubicación: A 150 metros del caserío Oiarbide en Alzo.

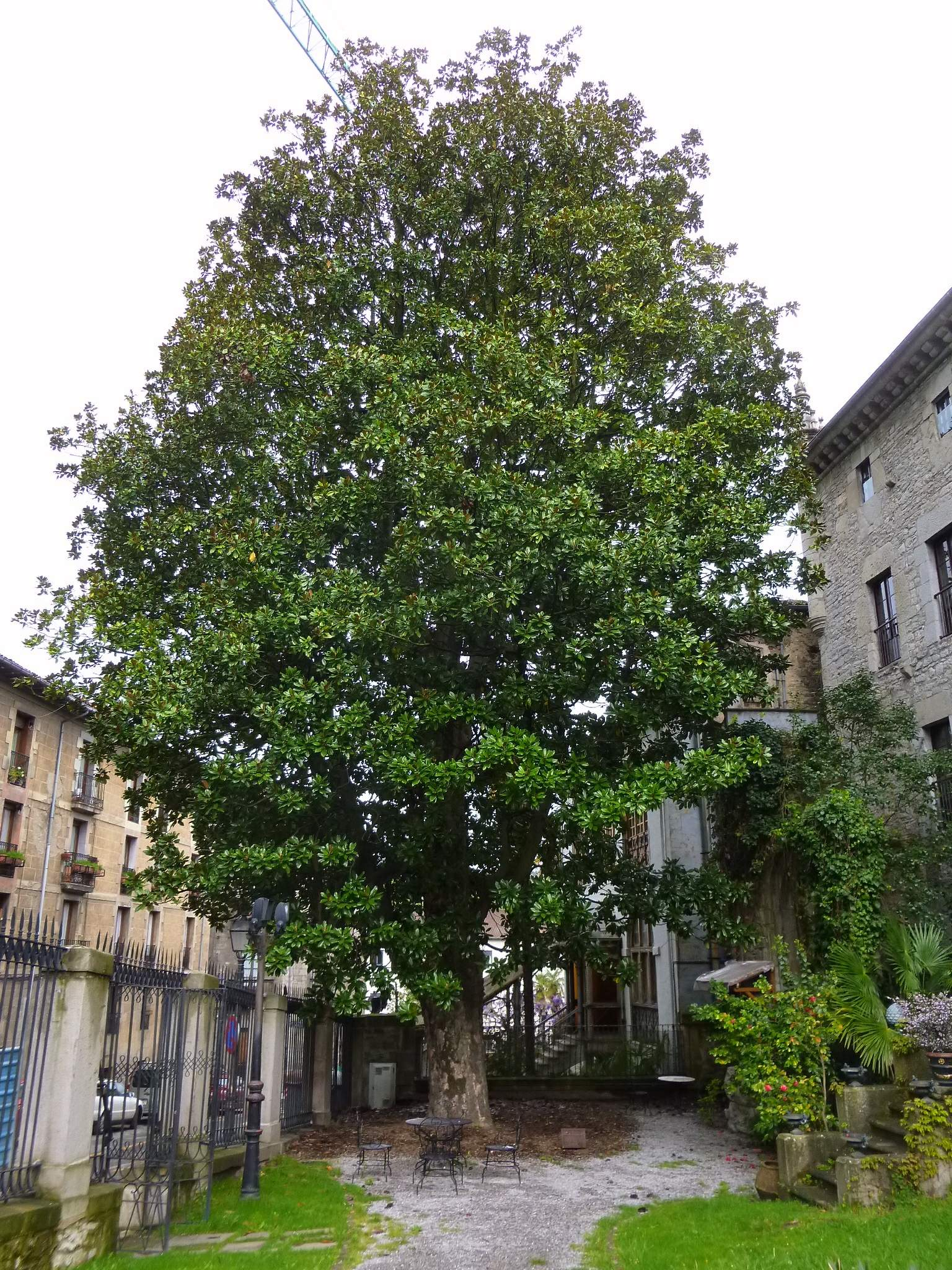
Magnolio de Vergara

- Singularidad: Tamaño y belleza.[81][82][83][84]

#### Magnolio de Vergara
- Especie: Magnolia grandiflora.
- Altura: 26 m.
- Edad: Según la tradición, aunque no hay documentos que confirmen esta historia, el señor de la Casa Monzón plantó este árbol al nacer su hijo, hacia 1860.
- Ubicación: En el jardín del Palacio de Monzón o Torre Olaso en Vergara.[85]
- Singularidad: Tamaño y belleza.[86][87]

#### Roble de Igara
- Especie: Quercus robur.
- Altura: 19 m.
- Edad: Desconocida.
- Ubicación: En la parte superior de la ladera que baja desde Beriyo a la zona industrial de Igara, tras el pabellón de la Unión Farmacéutica Guipuzcoana, en San Sebastián.
- Singularidad: Tamaño.[88][89]

#### Sequoia de Monterrón, Mondragón
- Especie: Sequoiadendrom giganteum.
- Altura: Más de 40 m.
- Edad: Desconocida. Se especula con que pueda proceder (hacia mediados del siglo XIX) del antiguo vivero del Real Seminario de Vergara.
- Ubicación: Parque de Monterrón, en Mondragón.
- Singularidad: Tamaño y belleza.[90][91][92]

#### Tejo de Pagoeta/Bagoeta/Behorbarrote
- Especie: Taxus baccata.
- Altura: Unos 17 m.
- Edad: Aproximadamente 200 años.
- Ubicación: En el Parque de Pagoeta, cercano al caserío de Sagastizabal en Aya.
- Singularidad: Tamaño y porte de copa.[93][94][95]